# Piotr Dąbrowski (lekkoatleta)
Piotr Dąbrowski (ur. 1 stycznia 1985) – polski lekkoatleta, specjalista od biegu na 800 metrów, młodzieżowy wicemistrz Europy w sztafecie 4 × 400 metrów (2007).
Reprezentował barwy WLKS Wrocław (2005–2009). Największym sukcesem Dąbrowskiego jest zdobycie srebrnego medalu podczas Młodzieżowych Mistrzostw Europy w Lekkoatletyce rozgrywanych w lipcu 2007 w Debreczynie na Węgrzech. Biegł on na trzeciej zmianie w polskiej sztafecie 4x400 metrów, i razem z kolegami (kolejno: Grzegorz Klimczyk, Patryk Baranowski oraz Kacper Kozłowski) zajęli drugie miejsce przegrywając jedynie z Rosjanami. Z początkiem 2008 Dąbrowski zaczął trenować głównie pod kątem biegania na dystansie 800 metrów, co zaowocowało poprawieniem w tym roku rekordu życiowego o około 2 sekundy i dawało nadzieję na dalszą progresję wyników w tej konkurencji. Po sezonie 2009 zakończył jednak karierę. Absolwent Zespołu Szkół nr 4 w Wałbrzychu

## Rekordy życiowe
- bieg na 200 metrów – 22,25 12 września 2008 Wrocław
- bieg na 400 metrów – 47,25 31 maja 2008 Wrocław
- bieg na 600 metrów – 1:17,17 5 maja 2007 Wrocław
- bieg na 800 metrów – 1:47,32 5 lipca 2008 Szczecin
- bieg na 1000 metrów – 2:26,91 10 września 2006 Wrocław
- bieg na 600 metrów (hala) – 1:17,87 9 lutego 2008 Spała były nieoficjalny halowy rekord Polski[1]